# Arkys alatus
Arkys alatus là một loài nhện trong họ Araneidae.
Loài này thuộc chi Arkys. Arkys alatus được Eugen von Keyserling miêu tả năm 1890.